# Pražský hřbitov
Pražský hřbitov (italsky Il cimitero di Praga) je šestý román italského spisovatele a filosofa Umberta Eca.

## Obsah
Román sleduje události odehrávající se před zrodem spisu údajného židovského plánu na ovládnutí světa v podobě tzv. Protokolů sionských mudrců, díla získaného ruskou tajnou službou a vydaného mnichem Sergejem Nilusem roku 1905. Na příběhu tohoto falza jsou popsány historické události, jakými byly rychlé ovládnutí italského jihu Garibaldim, včetně neobjasněného úmrtí jeho viceintendanta Ippolita Nieva, francouzsko-pruská válka, Pařížská komuna a také vhled do pozadí Dreyfusovy aféry.
Eco byl fascinován tím, že základním motivem ke vzniku Protokolů se stal antisemitismus, který prolíná dějem jako nástroj mocenských skupin – křesťanů, zednářů a dalších skupin. Příběh se odehrává převážně v Paříži, Itálii a popsána je také schůzka na pražském židovském hřbitově. Hlavním hrdinou je kapitán Simonini, tajný agent a intrikán, který stál za většinou politických spiknutí v Evropě té doby. Eco se při psaní románu inspiroval pouze skutečnými historickými postavami a událostmi.
Kniha vznikla ve formě Simoniniho deníkových zápisků, v nichž mapoval prožité příběhy. Na stránky deníku svými poznámkami opakovaně vstupuje záhadný abbe Dalla Piccola, představující snad alter ego autorovy rozdvojené osobnosti. Psaní má terapeutický účinek. Kapitánova ztracená paměť se mu navrací díky uvědomování si vlastní minulosti.
Scénu tajného nočního setkání rabínů na pražském hřbitově zveřejnil pruský antisemita Herrmann Goedsche v románu Biarritz (1868). Jak uvedl Eco, ústřední motiv vykradl z Dumasova románu Josef Balsamo, kdy nahradil noční schůzku hraběte Cagliostra s partou iluminátů rabíny dvanácti izraelských kmenů, kteří osnovali plány na ovládnutí světa.

## Ocenění
- Román získal Paveseho cenu.[2]
- Román zvítězil v anketě Lidových novin a jeho český překlad tak získal titul Kniha roku 2011.[3]